# Clemens Holzmeister
Clemens Holzmeister (né le 27 mars 1886 à Fulpmes et mort le 12 juin 1983 à Hallein) est un architecte autrichien. Il marqua notamment de son empreinte le quartier du Festival de Salzbourg et les bâtiments officiels d'Ankara, et fut recteur de l'Académie des beaux-arts de Vienne.

## Biographie
Clemens Holzmeister naît le 27 mars 1886 dans le village de Fulpmes, dans le Tyrol autrichien. En 1913, il épouse à Innsbruck Judith Bridarolli ; ils auront un fils, Guido, né en 1914, et une fille, l'actrice Judith Holzmeister, née en 1920.
Après des études à l'université technique de Vienne, qu'il termine par un doctorat en architecture en 1919, il devient professeur à l'École professionnelle d'État (Staatsgewerbeschule) d'Innsbruck.
En 1924, ayant remporté un concours, il devient professeur à l'Académie des beaux-arts de Vienne, dont il dirige le département d'architecture.
À partir de 1927, il passe à l'invitation de Mehmet Hamadi Bey de nombreuses années à Ankara (Turquie), où il supervise la construction de bâtiments officiels.
Il est renvoyé de l'Académie lors de l'annexion de l'Autriche à l'Allemagne en 1938, et ses journaux et documents sont saisis ; Holzmeister se trouvait alors en Turquie, où il reste en exil jusqu'en 1954. Il divorce en 1939 et épouse Gunda Lexer (1910-1997), qui lui donnera une fille, Barbara.
Il enseigne de 1940 à 1949 à l'université technique d'Istanbul, dont il sera fait docteur honoris causa en 1963. En 1947, il retourne à Ankara et vit dès lors entre l'Autriche et la Turquie ; il ne se réinstalle définitivement à Vienne qu'en 1954. De 1955 à 1957, il est recteur de l'Académie des Beaux-arts de Vienne.
Il reçoit le Grand prix d'État d'Autriche (Großer Österreichischer Staatspreis) en juin 1953 et la Décoration autrichienne des sciences et des arts (Österreichisches Ehrenzeichen für Wissenschaft und Kunst) en 1957.
Il meurt en 1983, à l'âge de 97 ans, à Hallein, près de Salzbourg. Il est enterré au cimetière Saint-Pierre de Salzbourg.

## Travaux
L'Académie des beaux-arts de Vienne répertorie six cent soixante-treize projets à son nom. Parmi ceux-ci comptent beaucoup de bâtiments publics ou semi-publics et d'églises. Il se distingue dans le style monumental et sacral, et développe une réinterprétation des traditions locales entre simplicité et expressivité. Il conçut aussi des mémoriaux et des décors.

### En Autriche
En 1925, il mena à bien l'aménagement du Palais des festivals (Festspielhaus) de Salzbourg (aujourd'hui Maison de Mozart), qu'il dut plusieurs fois retravailler dans les années suivantes. En 1926, il aménagea de même le Manège des rochers (Felsenreitschule), voisin du Festspielhaus. De 1955 à 1960, il construit le Nouveau Palais des festivals (Neues Festspielhaus) de Salzbourg (aujourd'hui Grand Palais des festivals).
- 1925 : Palais des festivals, Salzbourg ; rénovation en 1936–1938
- 1926 : Manège des rochers, Salzbourg
- 1931 : monument national pour Leo Schlageter, Düsseldorf
- 1933 : église paroissiale St. Peter, Mönchengladbach
- 1934–1936 : église paroissiale Saint-Erhard-Mauer, Vienne
- 1935–1939 : Maison de la radiodiffusion, Vienne
- 1953–1958 : Landestheater, Linz
- 1956–1960 : Nouveau Palais des festivals, Salzbourg

### En Turquie
À Ankara :
- 1927–1930 : ministère de la Guerre et siège de l'État-major
- 1929–1934 : ministère du travail
- 1930–1935 : École de guerre et casino des officiers
- 1931–1932 : palais Atatürk
- 1931–1933 : Banque Merkez
- 1931–1936 : Mémorial de la sécurité, avec Anton Hanak
- 1933–1934 : Banque Emlak
- 1933–1934 : Cour suprême
- 1933–1934 : ambassade d'Autriche
- 1933–1935 : ministère de l'Économie et de l'agriculture
- 1932–1934 : ministère de l'Intérieur
- 1938–1963 : Siège de la Grande Assemblée nationale de Turquie

## Publications
- Kirchenbau ewig neu. Baugedanken und Beispiele, Tyrolia, Innsbruck et Vienne, 1951
- Bilder aus Anatolien. Höhlen und Hane in Kappadokien, avec Gunda Holzmeister et Rudolf Fahrner, Österreischiche Staatsdrückerei, Vienne, 1955